# Kis partfutó
A kis partfutó (Calidris pusilla) a madarak (Aves) osztályának lilealakúak (Charadriiformes) rendjébe, ezen belül a szalonkafélék (Scolopacidae) családjába tartozó faj.

## Rendszerezése
A fajt Carl von Linné svéd természettudós  írta le 1766-ban, a Tringa  nembe Tringa pusilla néven.

## Előfordulása
Alaszka és Kanada területén fészkel. Telelni az Amerikai Egyesült Államok déli részére és Dél-Amerikába vonul. Kóborlásai során eljut Európa nyugati részére is.

### Kárpát-medencei előfordulása
Magyarországon rendkívül ritka kóborló, mindössze két hazai észlelése van, 2002-ben a Hortobágyon és 2005-ben Apajon azonosították.

## Megjelenése
Testhossza 15 centiméter, szárnyfesztávolsága 34-37 centiméteres, testtömege 25-40 gramm. Háta sötétebb, hasa világos.
|  |  |

## Életmódja
Főleg kisebb rovarokkal és azok lárváival, valamint rákokkal és férgekkel táplálkozik.

## Szaporodása
Fészkét a talajra készíti, fészekalja 4 tojásból áll.

## Természetvédelmi helyzete
Az elterjedési területe rendkívül nagy, egyedszáma pedig csökken. A Természetvédelmi Világszövetség Vörös listáján nem fenyegetett fajként szerepel. Magyarországon védett, természetvédelmi értéke 25 000 forint forint.